# Himmelblaue Traubenhyazinthe
Die Himmelblaue Traubenhyazinthe oder Scheinhyazinthe (Muscari azureum) ist eine Pflanzenart in der Gattung der Traubenhyazinthen (Muscari) aus der Familie der Spargelgewächse (Asparagaceae). 

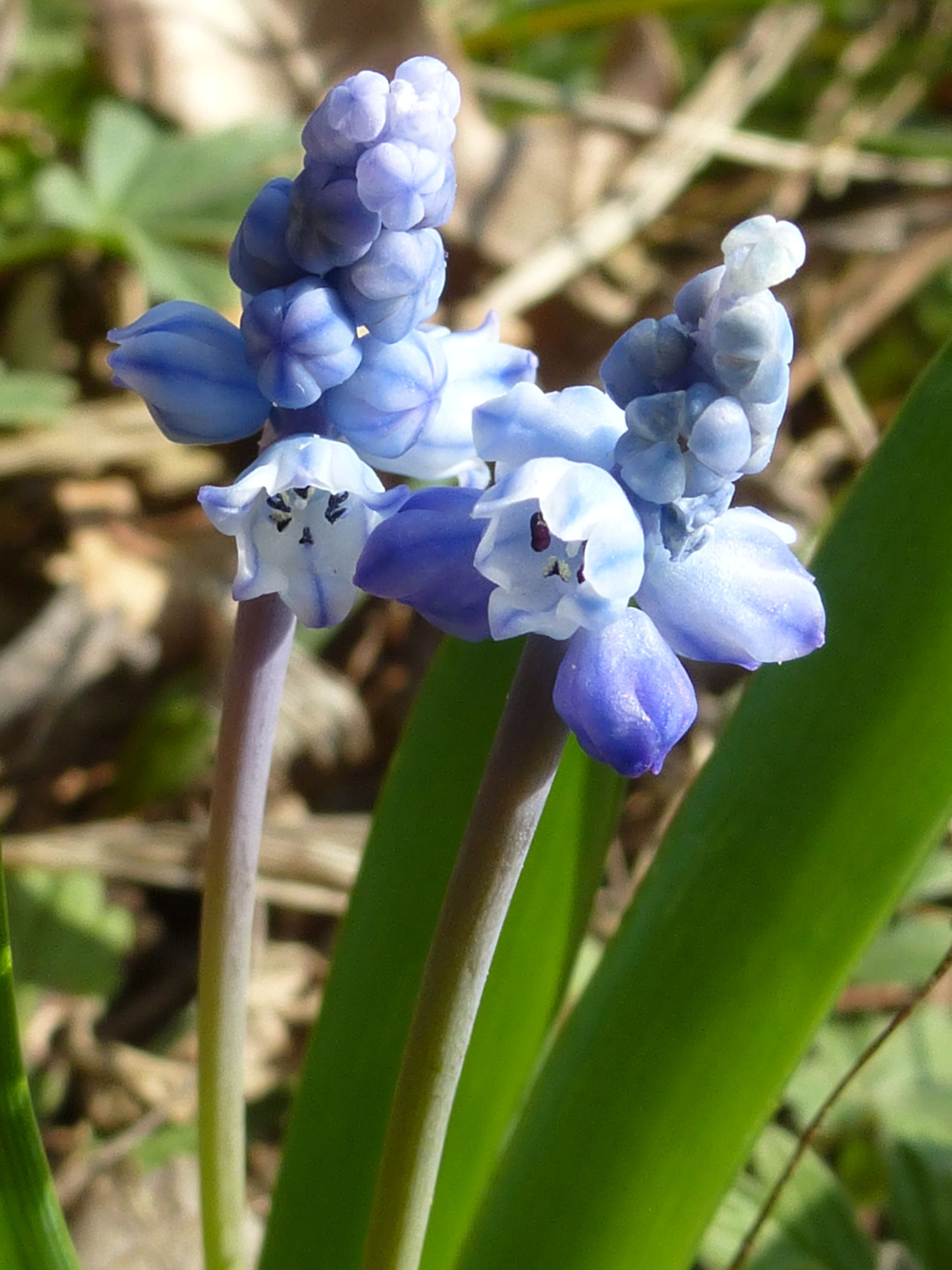
Himmelblaue Traubenhyazinthe (Muscari azureum), Standort Wienerwald

## Merkmale
Die Himmelblaue Traubenhyazinthe ist ein ausdauernder Geophyt, der Wuchshöhen von 7 bis 15, selten bis 20 Zentimetern erreicht. Zur Fruchtzeit ist die Pflanze höher. Es sind meist zwei, selten drei grundständige Laubblätter vorhanden. Sie sind parallelnervig, besitzen einen starken Mittelnerv, sind oberseits blaugrün, 6 bis 18 Zentimeter lang und 0,3 bis 1,5 Zentimeter breit. 
Der Blütenstandsschaft ist 6 bis 20 cm hoch.
Die 20 bis 60 fertilen und sterilen Blüten befinden sich in einem dichten, 1 bis 3 Zentimeter langen traubigen Blütenstand. Die fertile Blüte ist glockig, am Ende nicht zusammengezogen, 4 bis 5 Zentimeter lang, 2,5 bis 3 Zentimeter breit und himmelblau, mit dunkleren Längsstreifen. Die wenigen sterilen Blüten sind kleiner und heller. Die Perigonzipfel sind gleichfarbig.
Die Blütezeit ist im März, manchmal auch noch im April.
Die Chromosomenzahl beträgt 2n = 18.

## Vorkommen
Diese Art kommt in der Türkei mit Ausnahme der westlichen und nordöstlichen Landesteile vor. Sie ist auf felsigen subalpinen Hängen und Weiden, sowie an alpinen Seen in Höhenlagen von 1500 bis 2600 Metern zu finden, manchmal zusammen mit Kiefern (Pinus) und Wacholder (Juniperus).

## Nutzung
Die Himmelblaue Traubenhyazinthe wird selten als Zierpflanze in Steingärten verwendet. Sie ist seit 1856 in Kultur. Die Sorte 'Albus' hat weiße Blüten. Die Sorte 'Amphibolis' ist früh blühend und hat größere, hellere Blüten.

## Synonyme
Veraltete Namen, also Synonyme, sind Hyacinthus azureus (Fenzl) Baker, Hyacinthella azurea (Fenzl) Chouard, Pseudomuscari azureum (Fenzl) Garbari & Greuter, Bellevalia azurea (Fenzl) Boiss.